# Зоо врт Бор
44° 03′ 33″ С; 22° 05′ 47″ И / 44.0592° С; 22.09627° И
Зоо врт Бор је једна од четири институције ове врсте у Србији. Отворен је 23. новембра 2011. године. У врту се чува више од 70 животињских врста, односно око 130 јединки. Врт се простире на површини од 2 хектара, на некадашњој парковској површини. Борски зоолошки врт налази се у природном окружењу, на само петнаестак минута шетње од центра града. До Врта од Борског језера саобраћа редовни градски превоз.
Зоолошки врт у Бору месечно прође неколико хиљада посетилаца, а редовне су и организоване посете ђачких екскурзија.

## Изградња и отварање Врта
Изградња комплекса трајала је свега три месеца, а изграђен је новцем донатора. Вртом газдује Јавно предузеће „Зоолошки врт” Бор.
Отварање зоолошког врта у Бору подржао је Београдски зоолошки врт, поклонивши све животиње које су у том тренутку имали. Осим подршке и поклањања животиња Бео зооврт је од самог почетка давао савете и стручне обуке у раду са животињама. Подршку борском зоо врту дао је и Зоолошки врт Палић. Врт су отворили Вук Бојовић, тадашњи директор Бео зооврта и писац Душан Ковачевић.

## Животиње у Врту
У врту се чува више од 70 животињских врста, односно око 130 јединки, међу којима су: којоти, вукови, лисице, тигар, тибетански медвед, лама, антилопе, зебра, ему, јелен, берберске овце, јакови, сибирски козорог, патуљасте козе, двогрбе камиле, мајмуни, крокодил, ној, црвени кенгур, меркати, змије, пиране и друге.
Својеврсну атракцију представљају бели лав Душан, и његова женка, припадници треће генерације белих лавова у Србији, која се код нас може видети још само Београдском зоолошком врту. Простор у ком се чувају животиње је лепо уређен и комфоран.
У Врту се редовно набавља свежа храна за животиње, а све животиње имају комплетно опремљена станишта, како за лето тако и за зиму. Афричке животиње смештене су током зиме у адекватне озидане објекте који се греју. Станишта за звери имају и подно грејање. Свакој врсти прилагођена је потребна температура, па је тако у крокодиларнику температура воде 27-28 °C, док у тераријуму за смештај змија температура ваздуха износи 22-26 °C.

## Остали садржаји
Врт се налази у природном окружењу, у самом граду, на простору са ког се пружа поглед на већину градских насеља. На месту на коме је врт саграђен некада је била шума, а приликом изградње самих објеката део те шуме сачуван је, што даје специфичан амбијент самом врту. За обилазак врта довољно је два сата. У централном делу комплекса налази се и кафић са сувенирницом, као и други допунски садржаји, какви су стазе за шетњу и игралиште за децу. У близини кафића налази се камена фонтана која се уклапа у амбијенталну целину целокупног простора и на којој су уграђене камере, па се директан пренос свих дешавања може пратити преко сајта зоолошког врта.

## Културно-забавни програм
У Зоо вру Бор организују се и културно-забавни програми едукативног карактера. Међу бројним манифестацијама су: Обележавање Дана дивљих животиња, Светског дана студената, Дедамразијада, кратке представе за децу, различите уметничке колоније, а организују се и рођенданске прославе.

## Занимљивости
Од отварања крајем 2011. до половине 2019. године борски зоолошки врт забележио је пола милиона посетилаца, међу којима су најбројнија деца.